# Джуліано Пезелло
Джуліано Пезелло (італ. Pesello; бл. 1367, Флоренція — 1446, так само) — італійський художник на зламі XIV—XV століть.

## Біографія
Документальних відомостей про художника збережено мало. Вивченням цих документів займався Уго Прокаччі у 1960 році.
Віднесений до флорентійських художників. Точної дати народження не збережено. Справжнє ім'я художника Джуліано д'Арріго, за прізвиськом — Пезелло. За припущеннями на творчу свідомість вплинули твори візантійських та флорентійських художників. Творці фресок тої доби використовували композиції мініатюр у рукописах. Відомо, що Джуліано Пезелло виробився у непоганого художника фрескіста, як і більшість флорентійських художників тої пори. Серед збережених творів майстра — фреска в куполі Старої сакристії «Зоряне небо та знаки зодіаку» у Флоренції.
Художник мав авторитет у місті. Відомо, що 1416 року він був серед засновників товариства флорентійських художників. 1420 року брав участь в архітектурному конкурсі на створення купола собору Санта Марія дель Фйоре.
Серед творів митця — «Мадонна з немовлям», «Поклоніння волхвів» та інші. Більшість творів митця не збережена.
Мав доньку, шлюб з котрою узяв художник Стефано ді Франческо, що помер 1427 року. В родині був син, що теж став художником. По смерті батька вихователем онука був Джуліано Пезелло.
Спробу відтворити біографію художника зробив Джорджо Вазарі, але мало знав сам і навіть неточно подав ім'я художника.

## Деякі твори

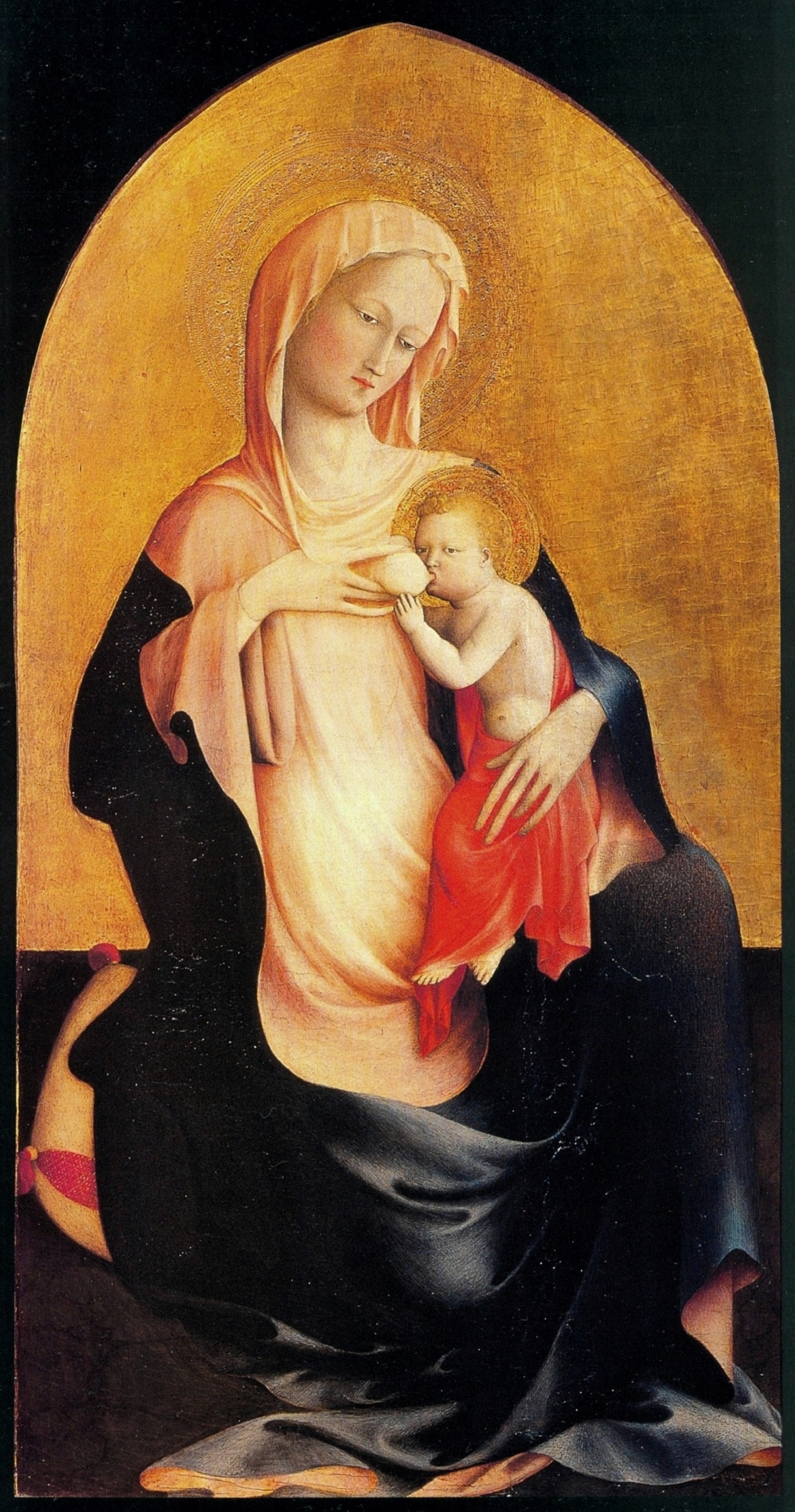
«Мадонна з немовлям», галерея Уффіці
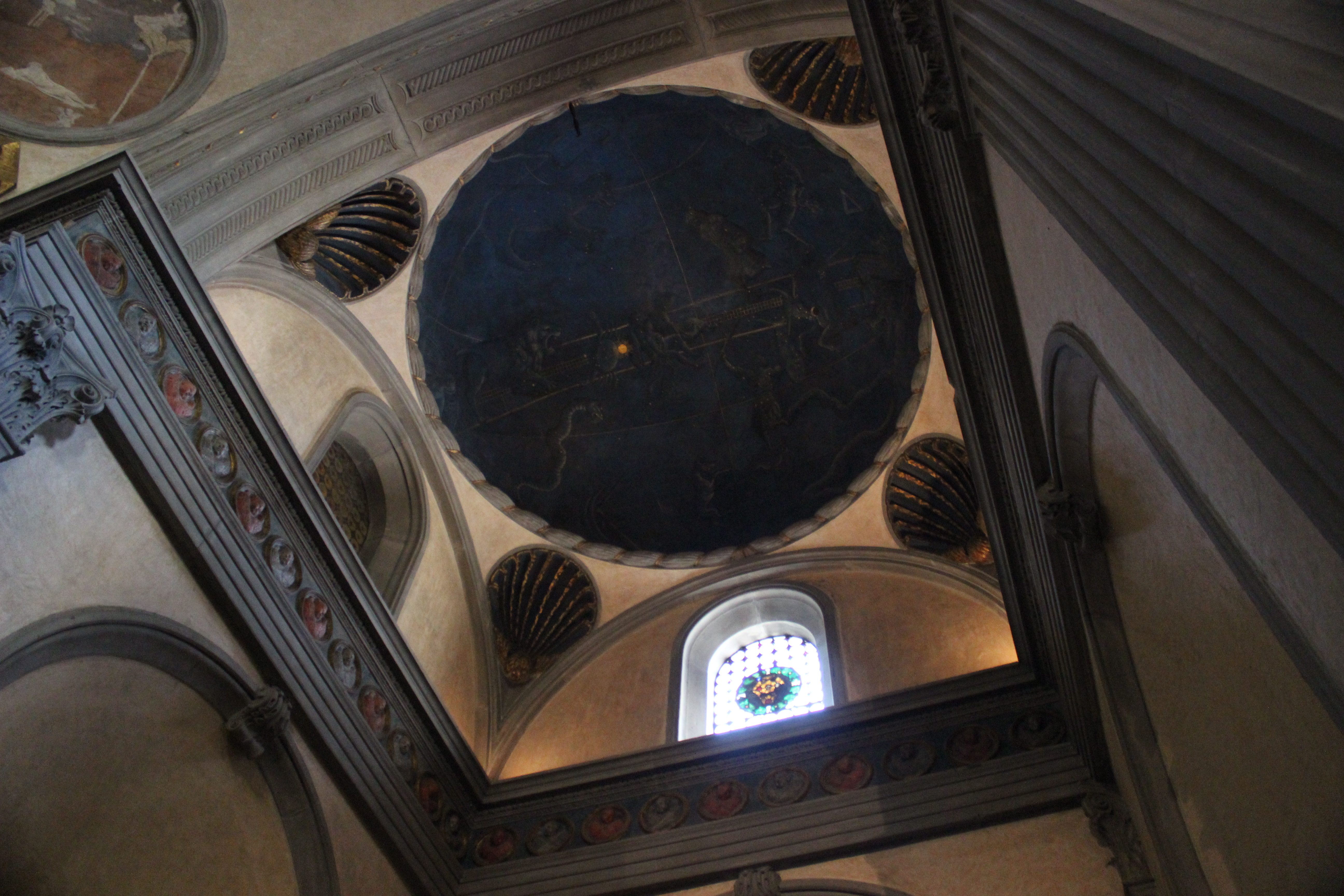
Джуліано Пезелло. Купол, Стара Сакритія, Флоренція
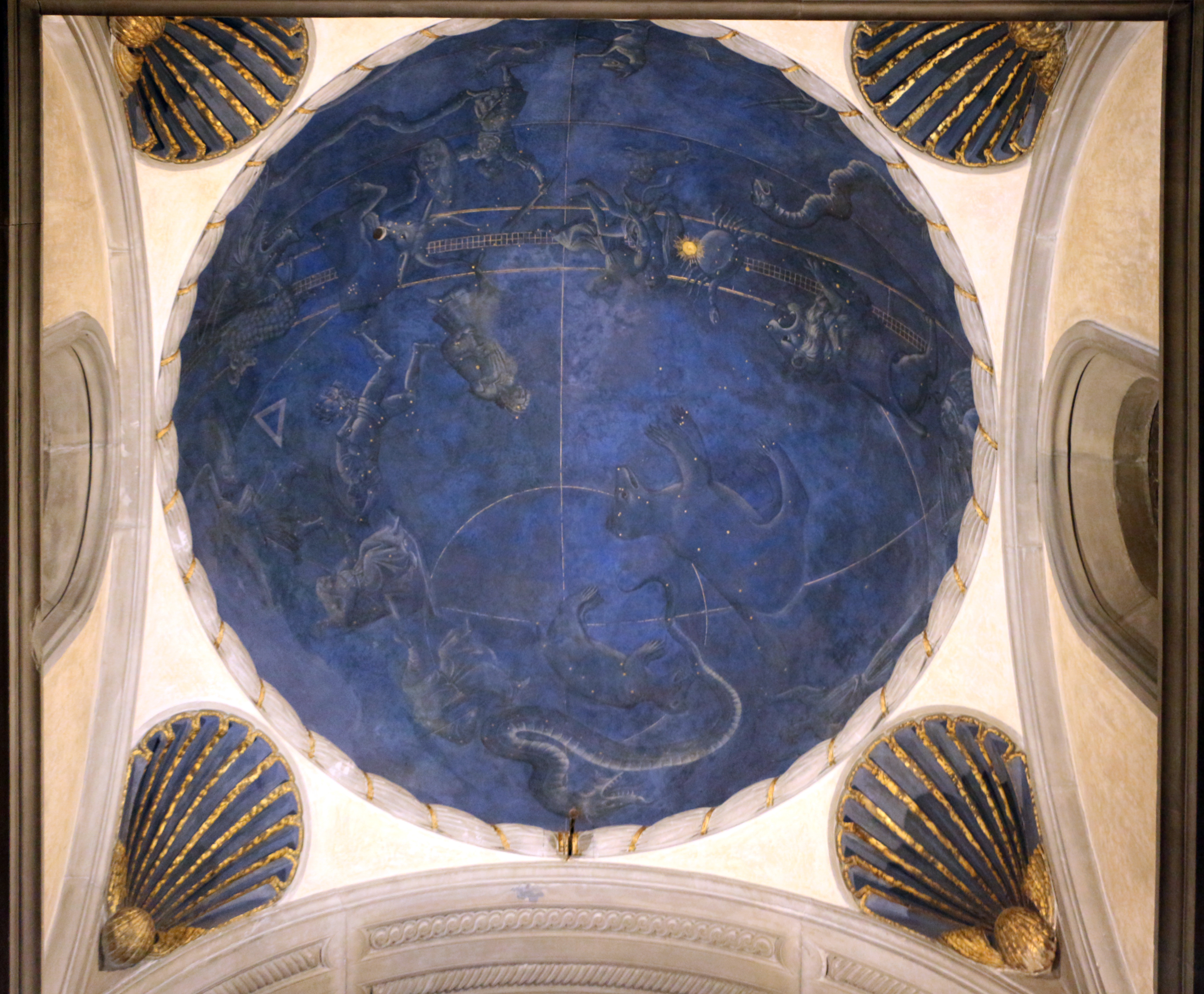
Джуліано Пезелло. Фреска в куполі «Зоряне небо та знаки зодіаку», 1442 рік, Стара сакристія, Флоренція
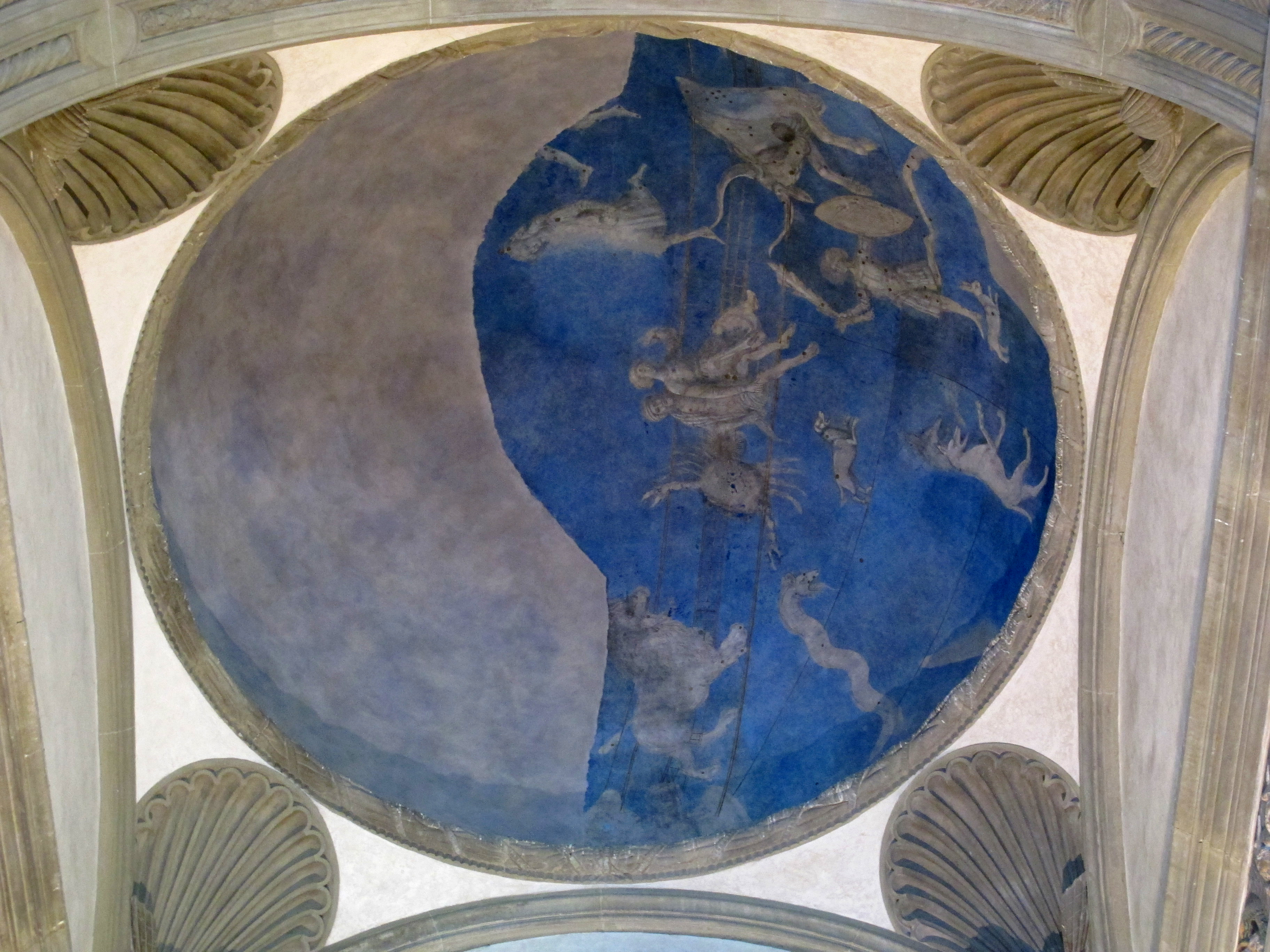
Джуліано Пезелло. Залишки фрески в другому куполі Старої сакристії